# Agatoclio
Agatoclio es un nombre propio masculino de origen griego en su variante en español. Deriva del nombre griego Ἀγαθοκλῆς (Agathoclễs), latinizado como Agathocles; proviene de las raíces griegas aghaton (bondad) y kleos (gloria), por lo que significa "bondad gloriosa" o "glorioso por su bondad".

## Santoral
23 de diciembre: San Agatocles, mártir en Creta en el siglo III.

## Variantes
- Agatocles.
- Femenino: Agatoclia.

### Variantes en otros idiomas
| Variantes en otras lenguas | Variantes en otras lenguas |
| -------------------------- | -------------------------- |
| Español                    | Agatoclio                  |
| Alemán                     | Agathoclius                |
| Catalán                    | Agatocli                   |
| Danés                      | Agathoclius                |
| Euskera                    | Agatokil                   |
| Francés                    | Agathocle                  |
| Gallego                    | Agatoclio                  |
| Griego                     | Ἀγαθοκλῆς (Agathoclễs)     |
| Holandés                   | Agathoclius                |
| Inglés                     | Agathoclius                |
| Italiano                   | Agatoclio                  |
| Latín                      | Agathoclius                |
| Noruego                    | Agathoclius                |
| Portugués                  | Agatoclio                  |
| Ruso                       | Агафокл (Agafokl)          |
| Sueco                      | Agathoclius                |